# Боткинская тропа

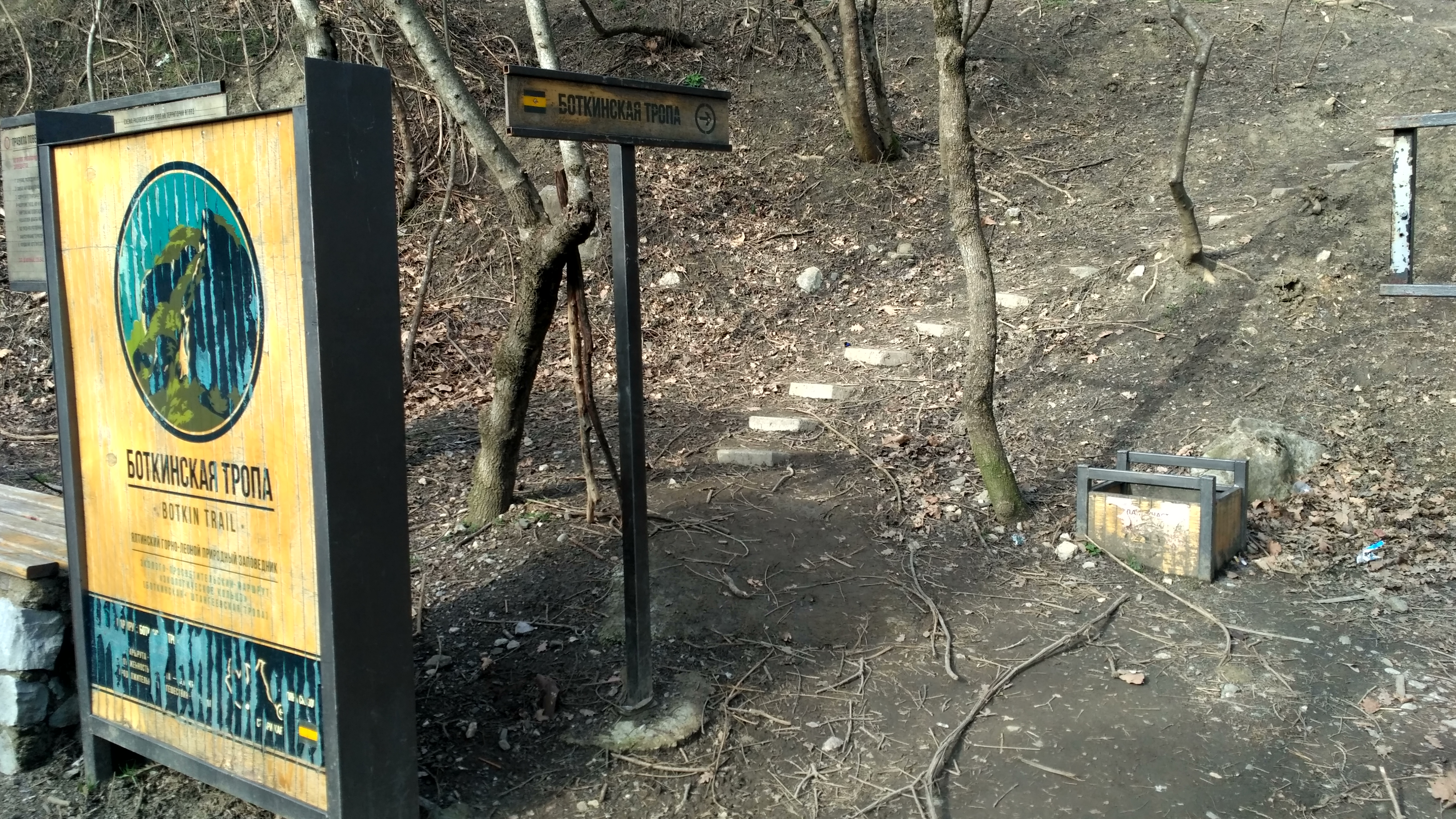
Начальная точка Боткинской тропы у Поляны Сказок

Боткинская тропа в Крыму пролегает из Ялты по левой стороне долины реки Учан-Су до скалы Ставри-Кая. В некоторых источниках указывается её продолжение по правому берегу и совпадение с нижней частью Штангеевской тропы. Находится в Ялтинском горно-лесном природном заповеднике.
Боткинская тропа была проложена членами Ялтинского отделения Крымско-Кавказского горного клуба в 1901—1902 годы, уже после смерти знаменитого врача С. П. Боткина, впервые высоко оценившего целебные свойства климата Южного берега Крыма. По всему маршруту Боткинской тропы были оборудованы скамейки для отдыха и указатели движения. Наряду с Штангеевской тропой, эти названия стали первыми персонифицированными ойконимами, названными в честь естествоиспытателей и зафиксированными на картах и в туристско-географической литературе.
Длина — 4,6 км.
Тропа пользуется большой популярностью у туристов.  Для нахождения в Ялтинском горно-лесном природном заповеднике необходимо оформить пропуск.

## Маршрут тропы
От Южнобережного шоссе тропа поднимается через высокоствольные лесные массивы крымской сосны, произрастающие по склонам Ялтинского амфитеатра и приводит к ручью Ай-Димитрий, который в засушливое время года немноговоден. От ручья небольшим серпантином выходит к ущелью Буфилья-Дере. 
Далее по тропе можно увидеть водопад Яузлар (от тюрк. «ауз» — рот, уста, устье). От мостика через водопад лежит самый тяжёлый отрезок пути к скале Ставри-Кая.
Почти наверху отрога тропа раздваивается — влево на скалу Ставри-Кая, вправо к Штангеевской тропе.
Ставри-Кая в переводе на русский язык означает Крестовая скала. Высота Ставри-Кая — 663 метра над уровнем моря.
На склонах гребня Ставри-Кая виден стык трёх троп (если стоять спиной к морю). Справа Боткинская тропа. Чуть впереди и слева уходит вниз к водопаду Учан-Су Штангеевская тропа. А прямо пролегла Ставрикайская тропа, по которой можно подняться на яйлу.

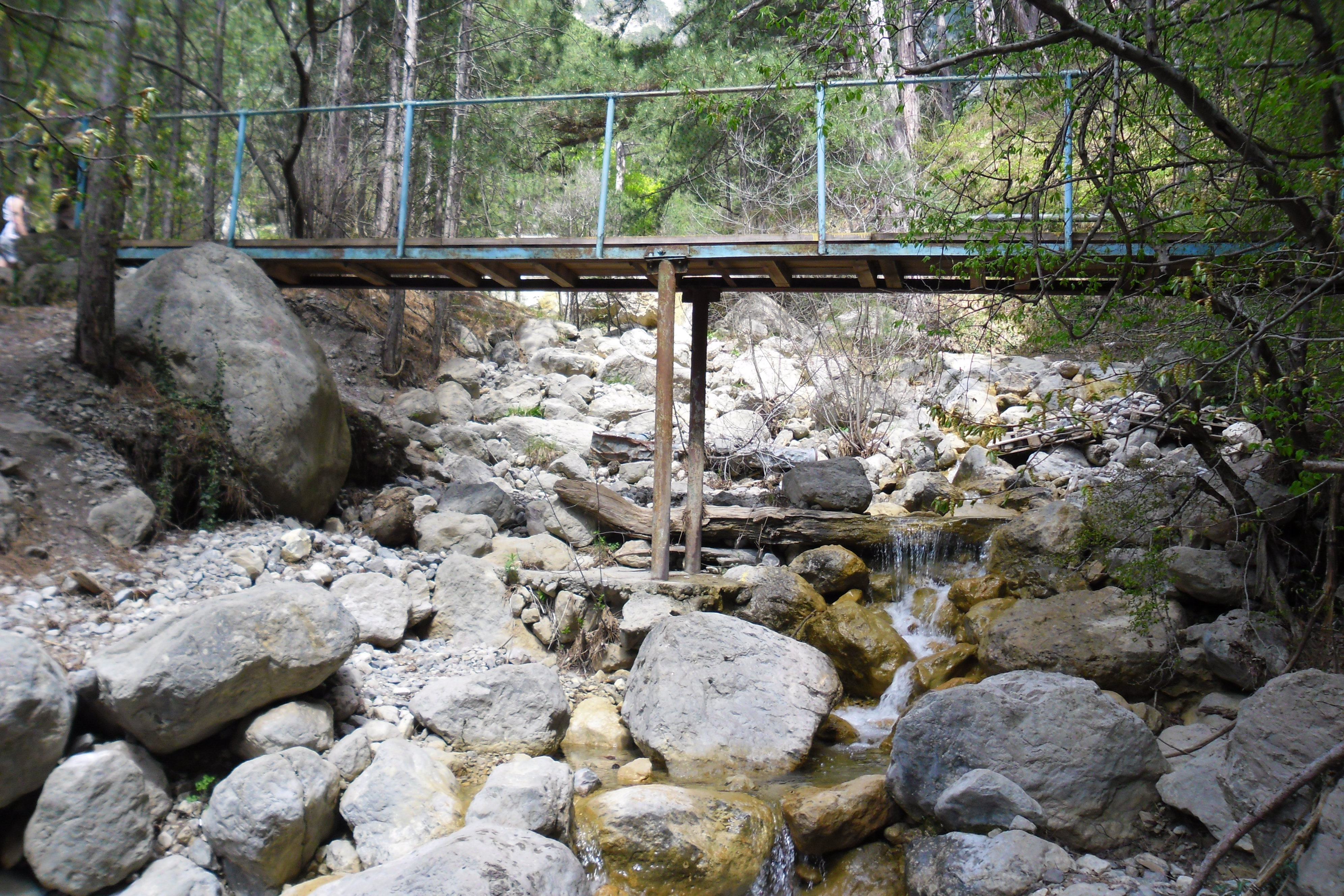
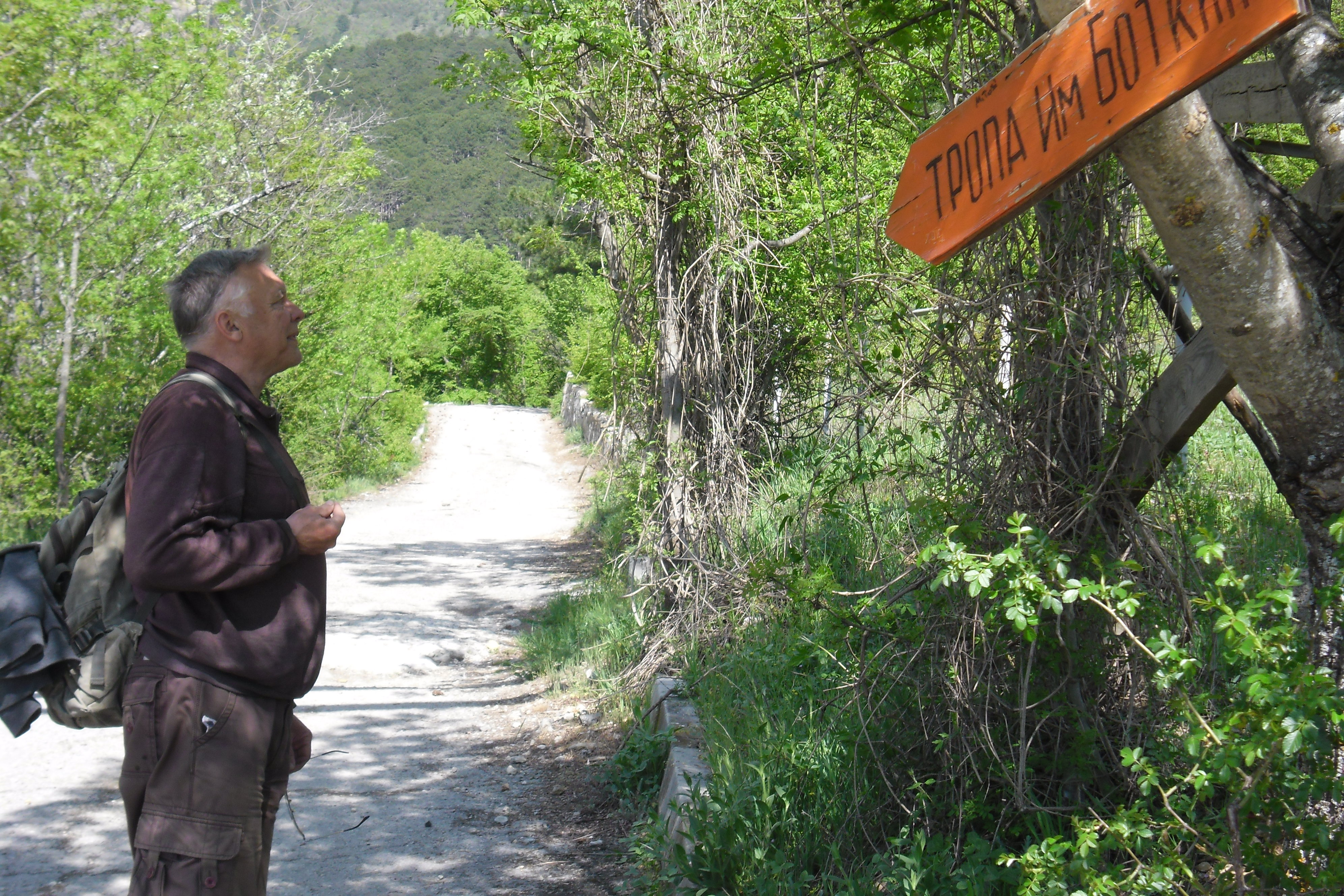
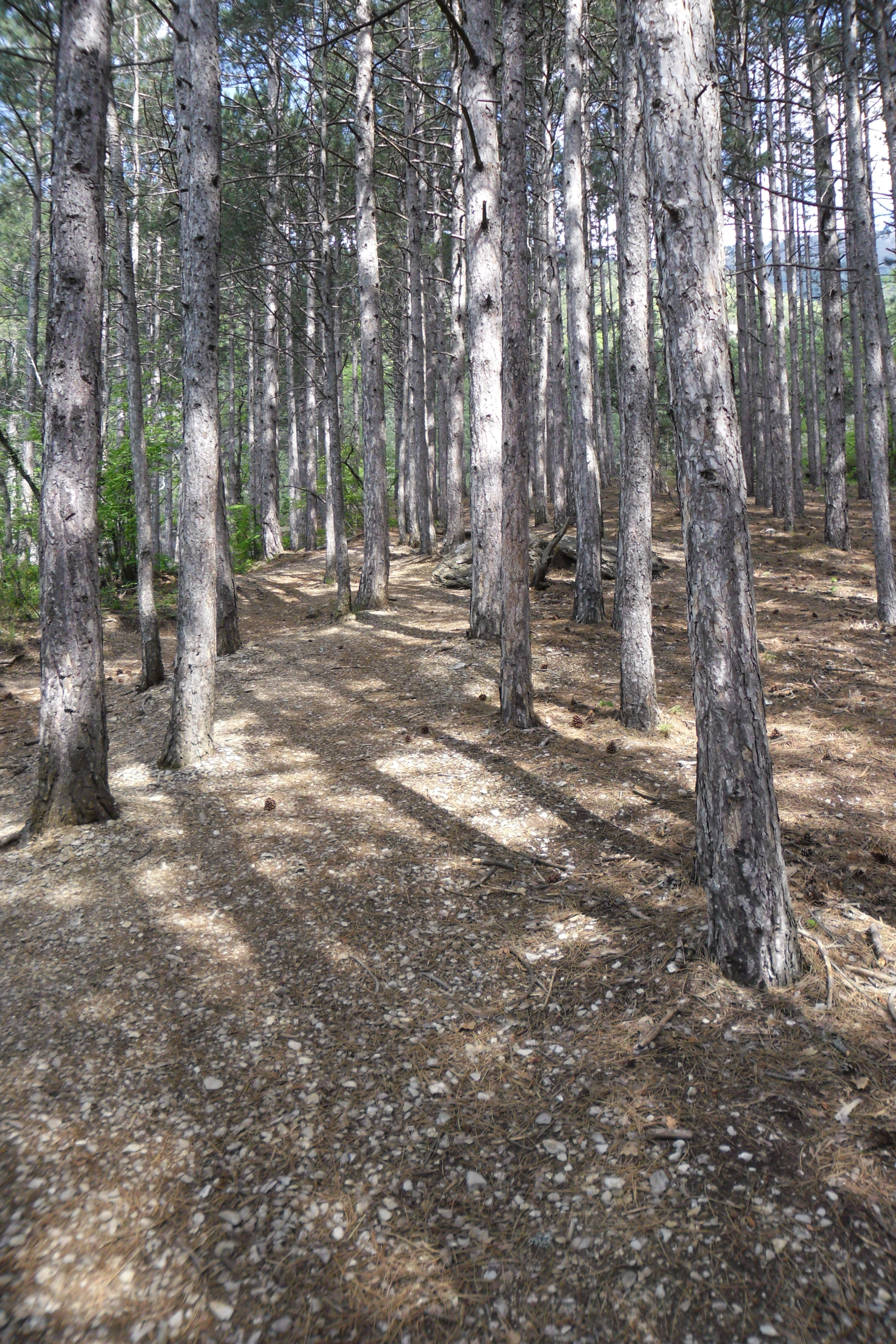
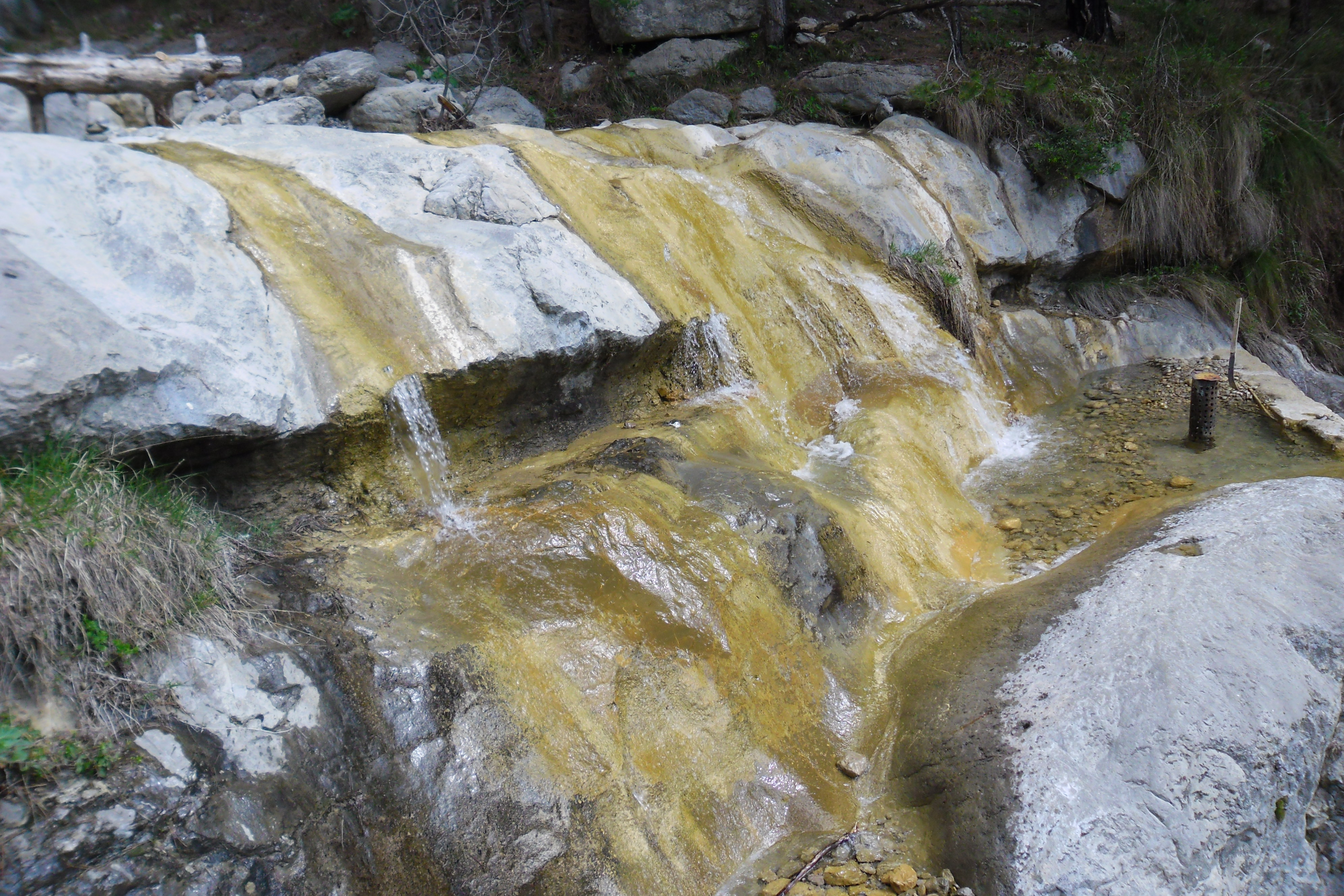
Водопад Яузлар.
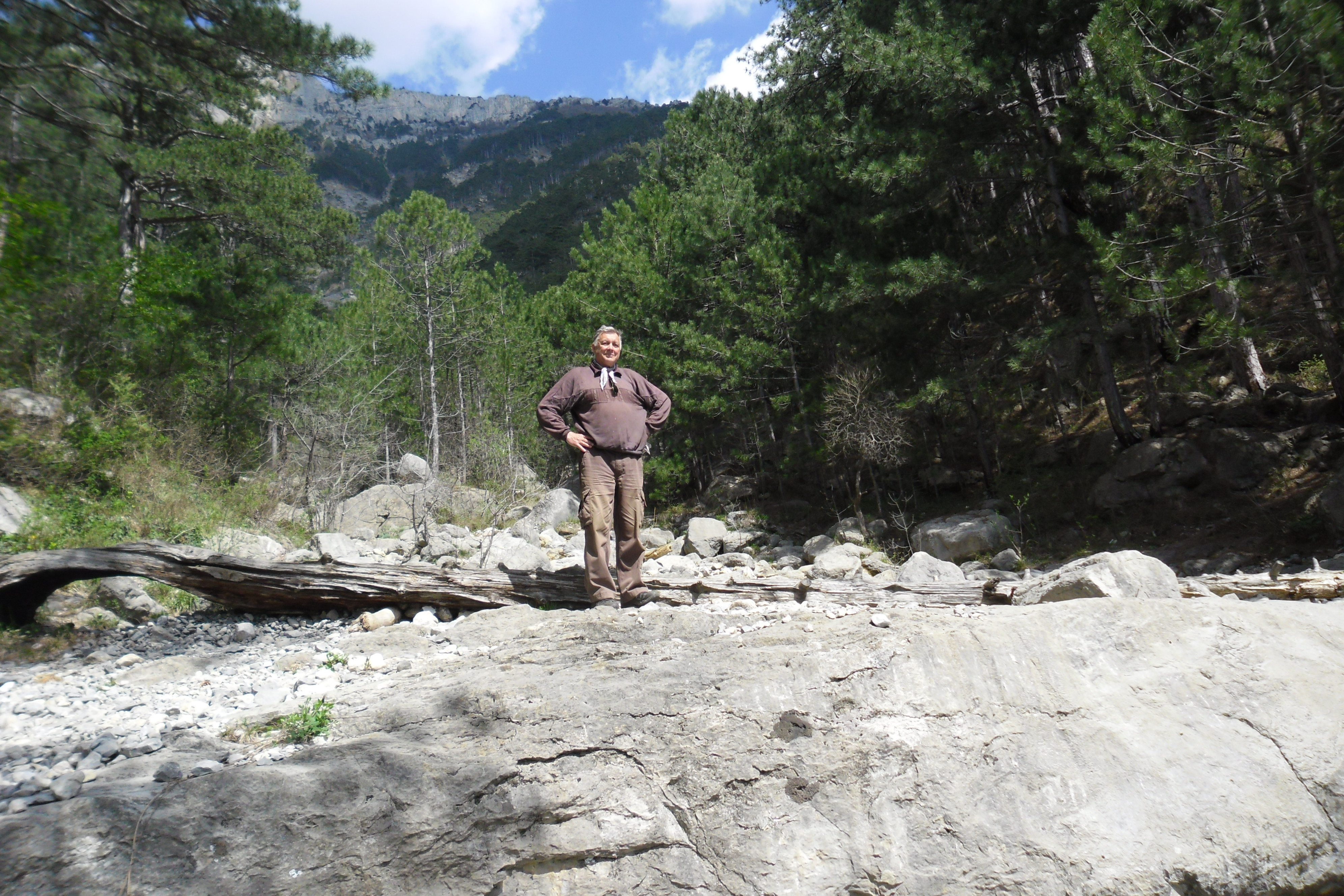
Над водопадом.
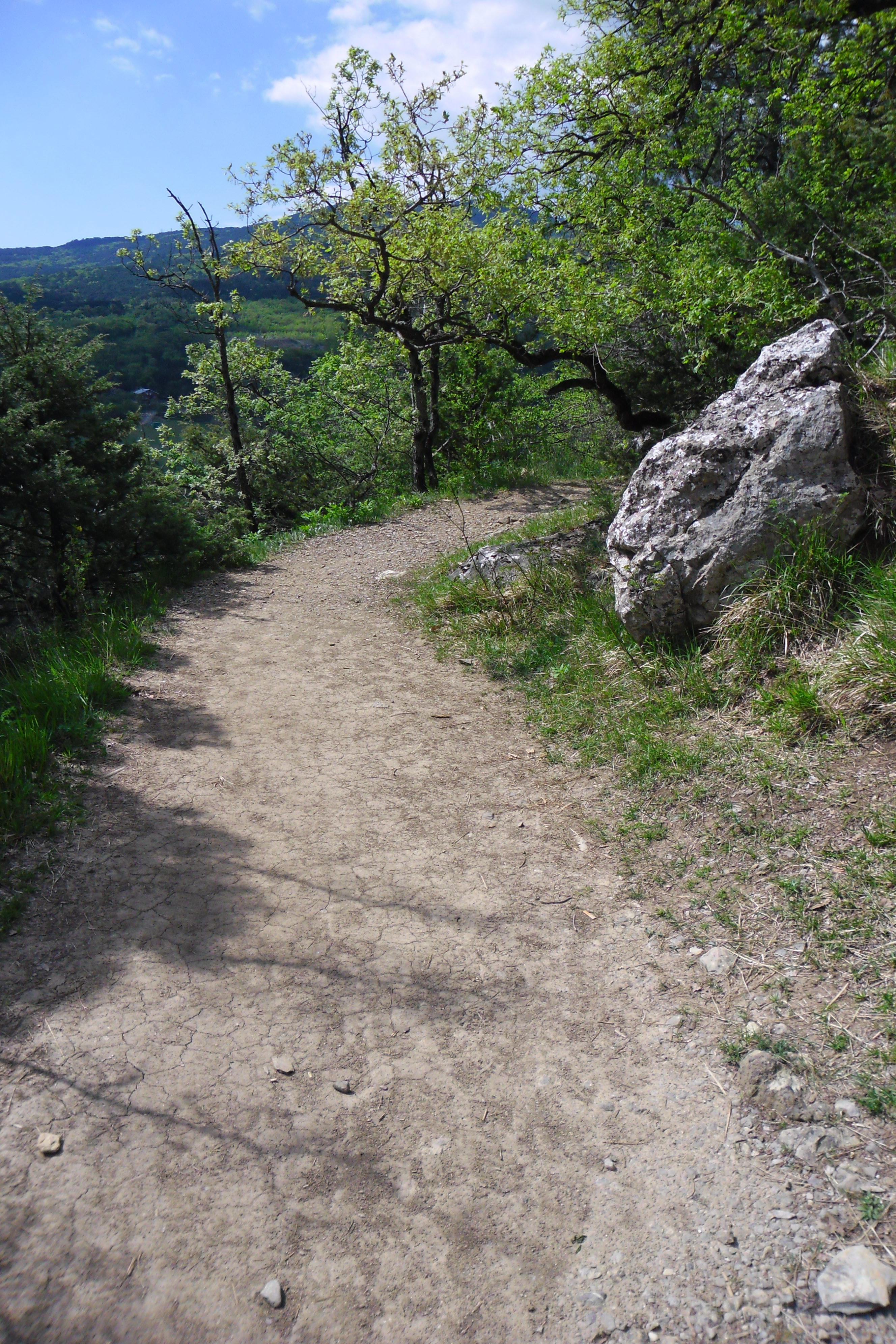